# 856
Cette page concerne l'année 856  du calendrier julien. Pour l'année 856 av. J.-C., voir 856 av. J.-C.
L'année 856 est une année bissextile qui commence un mercredi.

## Événements
- 10 février : entrevue de Louviers. Charles le Chauve négocie un traité de mariage entre la fille d’Erispoë (duc de Bretagne) et son fils Louis. Il donne à Louis le royaume de Neustrie occidentale limité par la Seine, la Manche, la Bretagne et la Loire[1]. Cette souveraineté réduit considérablement les pouvoirs des comtes locaux et Robert le Fort rejoint la révolte contre Charles. Pour prix de sa soumission, il reçoit en 861 le titre de marquis des marches Bretonnes.
- 15 mars : la régente de l'Empire byzantin Théodora est déposée de son titre d'Augusta[2] Michel III associe au trône son oncle Bardas. Celui-ci protège les lettres et contribue à la conversion des Slaves.
- Avant le 17 mars[3] : les Sarrasins battent Pierre de Salerne et Adalgis de Bénévent devant Bari, puis dans le but de s’emparer de l’Italie du Sud, assiègent Naples et détruisent Misène[4].
- 18 avril : les Vikings, au cours d'une nouvelle campagne, dévastent Orléans[5].
- 7 juillet : Charles le Chauve offre l'amnistie aux Aquitains révoltés qui abandonnerait le parti de Pépin II à l'assemblée de Quierzy ; il les convoque à Verberie pour le 26 juillet[6] mais ils ne s'y rendent pas, attendant les renforts de Louis le Germanique. Comme celui-ci, en campagne contre les Slaves, n'intervient pas, ils reconnaissent de nouveau Charles l'Enfant au détriment de Pépin[7].
- 18 juillet : les Vikings de Sidroc entrent à l'embouchure de la Seine et remontent le fleuve jusqu'à Pîtres, puis attendent des renforts[6].
- 19 août[6] : les Vikings de Björn Côte de fer s’installent à nouveau dans la vallée de la Seine et établissent un camp fortifié dans l’île d’Oscellus (Oissel ou Jeufosse) pendant six ans[8]. Ils ravagent les deux rives du fleuve.
- 1er septembre : les Aquitains de nouveau convoqué par Charles le Chauve au plaid de Neaufles, refusent de s'y présenter. Charles réussit toutefois à se réconcilier avec eux dans le courant du mois[6].
- 1er octobre : de retour de Rome, le roi Æthelwulf de Wessex épouse Judith de France, fille de Charles le Chauve, à Verberie. Elle est la première reine à être couronnée (par Hincmar de Reims)[9].
  - Æthelbald usurpe le trône de son père Æthelwulf. À son retour, une brève guerre civile éclate, puis Æthelwulf consent à partager le royaume. Après sa mort en 858, Æthelbald épouse sa belle-mère Judith de France[10].
- 14 octobre : les grands d'Aquitaine reconnaissent Charles l'Enfant comme roi à l'assemblée de Chartres[11].
- 12 novembre : une inscription marque peut-être la date de fondation du temple de Prambanan dans le centre de l'île de Java en Indonésie[12].
- Novembre - décembre[13] : un tremblement de terre fait 45 000 victimes à Corinthe en Grèce[14].
- 22 décembre : un tremblement de terre fait 200 000 victimes à Damghan en Iran[14].
- 28 décembre : les Vikings incendient Paris, désertée par ses habitants[9].
  - Cette année-là les Vikings remontent également la Loire et dévastent les environs de Tours jusqu'à Blois[11]. Ils se rendent même jusqu'en Auvergne et incendient la collégiale de Clairmont[15].

- Entrevue d'Orbe entre les trois fils de Lothaire Ier. Lothaire II et Louis entreprennent de dépouiller le plus jeune, Charles de Provence, mais les grands de Bourgogne parviennent à tirer Charles des mains de ses frères, qui doivent lui garantir la Provence et le duché de Lyon[16]. Ces États sont administrés par Gérard II de Paris.
- Sicopoli, capitale du comte de Capoue est détruite par un incendie. Landon reconstruit Capoue sur les bords du Volturno[17].
- León est reprise par les Asturiens qui commencent le repeuplement de la ville après avoir restauré les murailles antiques[18].
- Les Varègues Askold (Höskuldr) et Dir (Dyri) s’emparent de Kiev (Koenungarth, 856-860)[19].

- Fondation de Tula par les toltèques au Mexique. Début de la période   théocratique ; venus du Nord, les toltèques acquièrent progressivement des concepts et les caractéristiques culturelles de la civilisation classique de Teotihuacán avant de dominer tout le Mexique[20].